# Hans Ryssenberch
Hans Ryssenberch (* unbekannt; † 1499) war ein in Estland tätiger Goldschmied.

## Leben und Werk
Hans Ryssenberch der Ältere (auch Ryssenberg) war ab 1450 Bürger von Tallinn. Von 1450 bis zu seinem Tod 1499 war er Goldschmiedemeister in der Stadt, von 1492 bis 1497 Vorsteher der Goldschmiede. In den Jahren von 1467 bis 1470 und nochmals 1499 bekleidete Ryssenberch das Amt des Aldermanns der einflussreichen Kanutigilde, in der die Angehörigen der höheren Handwerkerberufe zusammengeschlossen waren. Von 1488 bis 1492 stand Ryssenberch mit mehreren Lehrjungen in Moskau in Diensten des Großfürsten Iwan III.
Wichtigstes Werk Ryssenberchs ist die vergoldete Silbermonstranz (1474–77) der Tallinner Nikolaikirche. 1711, ein Jahr nach der Eroberung Estlands durch russische Truppen, schenkte sie der Tallinner Magistrat dem russischen Zaren Peter I. Die Monstranz wird heute in der Eremitage in Sankt Petersburg aufbewahrt.
Von Ryssenberch stammen darüber hinaus ein Bildnis der Heiligen Katharina (1481, vernichtet) sowie ein aus Silber gearbeitetes Modell der Stadt Tallinn (1488–1491).
Hans Ryssenberch war ein Verwandter des Tallinner Malers und Bildhauers Clawes van der Sittow.